# Пули, Луиза
Луиза Пули (англ. Louisa Pouli, родилась 29 января 1993 года) — британская гимнастка (художественная гимнастика), представительница Великобритании на летних Олимпийских играх 2012 года.

## Биография
Родилась в местечке Бенитсес на Корфу (Греция), там провела детство. Позже переехала в Бирмингем. Гимнастикой начала заниматься в возрасте 4 лет, выступала за клуб «Элена» из Бирмингема. Выступала в 2010 году на чемпионате мира в Москве в групповом многоборье с командой. По болезни пропустила этап Кубка мира 2012 года в Минске.
В составе сборной Великобритании готовилась к домашним Олимпийским играм в Лондоне, тренируясь в университете Бата под руководством Сары Мун. Выступала на соревнования по групповому многоборью, но с командой заняла 12-е, последнее место, и не вышла в финальный этап.
Выступала до 2013 года. После окончания карьеры гимнастки занялась тренерской работой, совмещая её с обучением в Миддлсексском университете и изучая танцы (окончила университет в 2016 году). Выступала в различных телешоу в качестве участницы: The One Show, Question of Sport, Dancing on Ice и A League of Their Own. Снималась в клипе «We've Only Just Begun» Майкла Вудса и Эстер Дин.